# Дарабади, Парвин Гулам оглы
Парвин Гулам оглы Дарабади (азерб. Pərvin Qulam oğlu Darabadi; 28 августа 1947, Баку — 2 февраля 2017, там же) — азербайджанский учёный,  доктор исторических наук (1990), профессор Бакинского государственного университета.
Автор более 100 научных, учебно-методических и научно-популярных работ по различным проблемам военно-политической истории, геополитики и конфликтологии.

## Биография
Родился 28 августа 1947 года в городе Баку.
В 1954-1965 годах учился в средней школе № 1 г. Баку.
В 1966-1969 годах студент исторического факультета Азербайджанского государственного университета.
С 1969 по 1992 год работал на должностях младшего научного сотрудника, старшего научного сотрудника и заведующего отделом Музея истории Азербайджана Академии наук Азербайджана.
С 1992 по 1999 год профессор и заведующий кафедрой  истории  в Бакинском институте социального управления и политологии.
С 2000 по 2017 год профессор кафедры «Международные отношения» Бакинского государственного университета.

## Смерть
Скончался 2 февраля 2017 года. Похороны прошли на следующий день в мечети Таза-Пир.

## Научная деятельность
Опубликованных статей – 160, монографий – 3, учебников – 1.
В 2006 году награжден «Почетной грамотой Министерства образования Азербайджанской Республики».

### Избранные научные труды
- Каспийский регион в современной геополитике // Центральная Азия и Кавказ, 2003. № 3 (27), с. 76-83.

- Геоистория Каспийского региона и Азербайджан // Diplomatiya aləmi, № 2, 2003, с. 71-75.

- ООН, глобализация и геосистема «многополярный мир» // Beynəlxalq hüqüq və inteqrasiya problemləri, 2005, № 3, s.16-18.

- Глобализация и геополитические процессы в Центральной Евразии // Центральная Азия и Кавказ, 2006, № 3(45), с. 7-14.

- Геополитическое соперничество на Кавказе в начале XX века (геоисторический очерк) // Кавказ и глобализация, 2006, Том 1, с. 195-208.

- Античный мир и Кавказ (геоисторический очерк) // Вестник Бакинского Государственного Университета. Серия гуманитарных наук. 2005, № 4, с. 167-173.

- Транснациональный терроризм: сущность и угрозы в XXI веке // Beynəlxalq hüqüq və inteqrasiya problemləri, 2006, № 3(07), с.213-219.

- Центральная Евразия в «Большой геополитической игре» второй половины Х1Х – начале XX веков (страницы геоистории) // Кавказ и глобализация, 2007, Том 1 (3), с. 136-148.

- Geopolitical rivalry in the Caucasus in the early 20th century (a geohistorical essay) // The Caucasus and Globalization 2006, Vol. 1, p. 169-180.

- Сentral Eurasia: Globalization and Geopolitical evolution // Сentral Asia and the Caucasus, 2006, № 3(39), p.  7-13.

- Сentral Eurasia in the «Big geopolitical game» of the late 19th-early 20th centuries (pages of Geohistory) // The Caucasus and Globalization 2007, Vol. 1(3), p. 119-128.

- Геоистория Центральной Евразии и геополитика современности // Dirçəliş-XX1 əsr, 2007, № 116-117, с.156-165.

- XX əsrin əvvəllərində Güney Qafqaz beynəlxalq geosiyasi münasibətlər sistemində  // Azərbaycan Xalq cümhuriyyəti və Qafqaz İslam Ordusu. — Bakı: Qafqaz Universiteti//Qafqaz Araşdırmaları İnstitutu, 2008, s. 23-38.

- Британо-российское геополитическое соперничество на Среднем Востоке и в Центральной Азии во второй половине Х1Х – начале XX вв. (Страницы геоистории). //  Heydər Əliyev müasir Azərbaycan Respublikasının beynəlxalq əməkdaşlıq siyasətinin banisidir  mövzusunda elmi-praktik konfransın materialları. — Bakı: “Bakı Universiteti” nəşriyyatı, 2008, s. 17-24.

- Кавказ и Каспий в «большой геостратегической игре» накануне и в период второй мировой войны (геоисторический очерк ) // Кавказ и глобализация. Том 2. Выпуск 1. 2008. с. 146-168.

- The Caucasus and the Caspian in the Great Geostrategic game on the eve of during world war II (geohistorical essay) // The Caucasus and Globalization. Volume 2. Issue 1. 2008. p.  133-152.

- Центральная Евразия в геополитике современности// Право и политология (Тбилиси), 2008, № 2(3), с. 40-43.

- Геополитика. // Программа для магистрантов. —  Баку: Изд-во БДУ, 2000, 34 с.

- Xarici siyasət şəraitinin araşdırma metodları// Magistrantlar üçün program. — Bakı: BDU nəşriyyatı, 2001, 17 s.

- Konfliktologiya // Proqram. — Bakı: Bakı Dövlət Universitetin nəşriyyatı, 2007, 8 s.

### Книги
- Военные проблемы политической истории Азербайджана начала XX века. — Баку: Элм, 1991, 205 с.[3]
- Геоистория Каспийского региона и геополитика современности. — Баку: Элм, 2002, 192 с.[4]
- Xəzər bölgəsində geosiyasi rəqabət və Azərbaycan. — Bakı, 2001, 131 s.
- Konfliktologiya // Dərslik. — Bakı: Bakı Dövlət Universitetin nəşriyyatı, 2006, 292 s. (həmmüəlliflər - A.N.Abbasbəyli, Ə.G.İbrahimov)
- Кавказ и Каспий в мировой истории и геополитике XXI века  (Dünya tarixində və XXI əsrin geosiyasətində Qafqaz və Xəzər, 2010[5]